# Burda Style
Burda Style (dříve Burda Moden) je módní časopis distribuovaný v 17 jazycích ve více než 100 zemích světa. Vydavatelství založila v roce 1949 Aenne Burdová a první číslo časopisu, který nyní vydává Hubert Burda Media, vyšlo v lednu 1950. Módní časopis vychází měsíčně a kromě článků obsahuje střihy na šití dámských a dětských oděvů a příležitostně i pánských oděvů.

## Historie
Roku 1952 Aenne Burdová přišla s nápadem zahrnout do svého módního časopisu střihy na šití modelů, které v něm představovala. Tato revoluční myšlenka jí zajistila velký komerční úspěch. Poprvé si čtenářky mohly samy levně ušít nejnovější módní kusy, zatímco oblečení z jiných módních časopisů zůstávalo pro běžnou ženu nedostupné. V roce 1987 se Burda Moden stala prvním západním časopisem v ruštině, jehož prodej byl povolen v Sovětském svazu, a v roce 1994 prvním západním časopisem na čínském trhu. 
Když Aenne Burda ve svých 85 letech odstoupila z vedení nakladatelství, převzal časopis její syn Hubert Burda.
Burda byla populární také v socialistickém Československu, vzhledem k velmi omezené nabídce oděvního trhu. Podpultový časopis se půjčoval a řada žen šila podle jeho střihů.